# Radulina scaberula
Radulina scaberula là một loài Rêu trong họ Sematophyllaceae. Loài này được (Mont.) W.R. Buck & B.C. Tan miêu tả khoa học đầu tiên năm 1989.